# Yeokjeok - Baekseong-eul humchin dojeok
Yeokjuk - Baekseong-eul humchin dojeok (역적: 백성을 훔친 도적?, lett. "Il ribelle - Il ladro che rubò il popolo"; titolo internazionale The Rebel, conosciuta anche come Rebel: Thief Who Stole the People) è una serie televisiva sudcoreana trasmessa su MBC dal 30 gennaio al 16 maggio 2017.

## Trama
Hong Gil-dong è il figlio del servitore Hong Ah Mogae, e pertanto non ha alcuna legittimazione nella società di Joseon. Privo dell'opportunità di fare qualsiasi lavoro legittimo nonostante la sua brillantezza, Gil-dong diventa il capo di una banda di contrabbandieri che ruba ai ricchi per dare ai poveri e salva la vita di Song Ga-ryeong, una giovane vedova il cui marito è stato ucciso dal tirannico re Yeonsangun. Ga-ryeong sogna di vendicarsi a tutti i costi del sovrano, e Gil-dong inizia così a difendere i diritti della gente comune diventando il primo attivista rivoluzionario di Joseon.

## Personaggi
- Hong Gil-dong, interpretato da Yoon Kyun-sang e Lee Ro-woon (da giovane)
- Song Ga-ryeong, interpretata da Chae Soo-bin
- Hong Ah Mo-gae, interpretato da Kim Sang-joong
- Principe ereditario Yi Yung, in seguito re Yeonsangun, interpretato da Kim Ji-seok
- Gong-hwa/Jang Nok-soo, interpretata da Lee Ha-nui

### Personaggi secondari
- Hong Gil-hyun/Park Ha-sung, interpretato da Shim Hee-sub e Lee Do-hyun (da giovane)
- Geum-ok, interpretata da Shin Eun-jung
- Hong Uh Ri-ni/Sang-hwa, interpretata da Lee Soo-min e Jeong Soo-in (da giovane)
- Hong So Boo-ri, interpretato da Park Jun-gyu
- Hong Yong-gae, interpretato da Lee Joon-hyuk
- Hong Se-gul, interpretato da Kim Do-yoon
- Hong Il-chung, interpretato da Heo Jung-do
- Hong Kkeut-shwe, interpretato da Lee Ho-chul
- Soo No Man-sub, interpretato da Kim Byung-chun
- Hong Eob-san, interpretato da Lee Myung-hoon e Jo Hyun-do (da giovane)
- Jeok Sun-ah, interpretata da Kim Ha-eun
- Principe Chungwongun/Yi Jeong, interpretato da Kim Jung-tae
- Re Seongjong, interpretato da Choi Moo-sung
- Kim Ja-won, interpretata da Park Soo-young
- No Sa-shin, interpretato da Ahn Suk-hwan
- Ryu Ja-gwang, interpretato da Ryu Tae-ho
- Yoon Pil-sang, interpretato da Choi Yong-min
- Lee Se-jwa, interpretato da Park Ji-il
- Uhm Ja-chi, interpretato da Kim Byeong-ok
- Wol Ha-mae, interpretata da Hwang Seok-jeong
- Heo Tae-hak, interpretato da Kim Joon-bae
- Mo-ri, interpretato da Kim Jung-hyun
- Song Do-hwan, interpretato da Ahn Nae-sang
- Signora Jo, interpretata da Seo Yi-sook
- Jo Soo-hak, interpretato da Park Eun-suk e Kim Ye-joon (da giovane)
- Lee Uk-gong, interpretato da Song Sam-dong
- Ok-ran, interpretata da Jung Da-bin
- Baek-kyun, interpretata da Kim Hee-jung
- Jo Cham-bong, interpretato da Son Jong-hak
- Zio di Jo Cham-bong, interpretato da Ko In-bum

## Ascolti
La serie fu un modesto successo, con uno share medio tra il 10,46% e il 12,10%, e fu lodata da critica e pubblico per la trama e le interpretazioni.
| Episodio | Data di trasmissione | Dati TNMS           | Dati TNMS                  | Dati AGB            | Dati AGB                   |
| Episodio | Data di trasmissione | A livello nazionale | Area metropolitana di Seul | A livello nazionale | Area metropolitana di Seul |
| -------- | -------------------- | ------------------- | -------------------------- | ------------------- | -------------------------- |
| 1        | 30 gennaio 2017      | 8,3%                | 8,2%                       | 8,9%                | 9,1%                       |
| 2        | 31 gennaio 2017      | 8,4%                | 9,3%                       | 10,0%               | 10,2%                      |
| 3        | 6 febbraio 2017      | 9,9%                | 11,3%                      | 10,5%               | 10,8%                      |
| 4        | 7 febbraio 2017      | 11,4%               | 12,5%                      | 12,3%               | 12,3%                      |
| 5        | 13 febbraio 2017     | 9,8%                | 11,8%                      | 10,7%               | 10,9%                      |
| 6        | 14 febbraio 2017     | 9,1%                | 10,9%                      | 10,6%               | 11,1%                      |
| 7        | 20 febbraio 2017     | 9,4%                | 11,4%                      | 11,4%               | 11,9%                      |
| 8        | 21 febbraio 2017     | 9,4%                | 10,9%                      | 11,5%               | 12,1%                      |
| 9        | 27 febbraio 2017     | 10,6%               | 11,7%                      | 11,7%               | 12,0%                      |
| 10       | 28 febbraio 2017     | 11,4%               | 11,9%                      | 12,5%               | 13,4%                      |
| 11       | 6 marzo 2017         | 8,9%                | 10,0%                      | 10,3%               | 10,6%                      |
| 12       | 7 marzo 2017         | 9,5%                | 10,5%                      | 10,5%               | 10,5%                      |
| 13       | 13 marzo 2017        | 9,8%                | 10,5%                      | 10,6%               | 10,5%                      |
| 14       | 14 marzo 2017        | 9,7%                | 10,5%                      | 10,4%               | 10,3%                      |
| 15       | 20 marzo 2017        | 9,6%                | 10,7%                      | 9,7%                | 9,3%                       |
| 16       | 21 marzo 2017        | 8,9%                | 9,7%                       | 8,8%                | 8,9%                       |
| 17       | 27 marzo 2017        | 11,9%               | 12,3%                      | 13,8%               | 14,3%                      |
| 18       | 28 marzo 2017        | 12,3%               | 13,1%                      | 13,9%               | 14,8%                      |
| 19       | 3 aprile 2017        | 11,2%               | 11,6%                      | 12,9%               | 13,7%                      |
| 20       | 4 aprile 2017        | 12,8%               | 14,1%                      | 12,5%               | 12,6%                      |
| 21       | 10 aprile 2017       | 11,5%               | 12,6%                      | 12,7%               | 13,1%                      |
| 22       | 11 aprile 2017       | 12,5%               | 13,8%                      | 13,0%               | 13,1%                      |
| 23       | 17 aprile 2017       | 13,0%               | 14,2%                      | 13,5%               | 14,2%                      |
| 24       | 18 aprile 2017       | 13,0%               | 14,2%                      | 13,3%               | 14,0%                      |
| 25       | 24 aprile 2017       | 11,6%               | 12,6%                      | 12,1%               | 12,6%                      |
| 26       | 25 aprile 2017       | 11,6%               | 12,8%                      | 12,4%               | 12,7%                      |
| 27       | 1 maggio 2017        | 12,6%               | 14,7%                      | 13,0%               | 13,7%                      |
| 28       | 8 2017               | 13,3%               | 15,4%                      | 12,3%               | 12,4%                      |
| 29       | 15 maggio 2017       | 11,7%               | 12,5%                      | 12,1%               | 12,8%                      |
| 30       | 16 maggio 2017       | 13,8%               | 15,6%                      | 14,4%               | 15,1%                      |
| Media    | Media                | 10,46%              | 12,04%                     | 11,34%              | 12,1%                      |

## Colonna sonora
1. If Spring Comes (Original Version) (봄이 온다면) – Jeon In-kwon
2. If Spring Comes (Drama Version) (봄이 온다면) – Jeon In-kwon
3. If Spring Comes (Drama Version) (봄이 온다면) – Ahn Ye-eun
4. Which Way (Drama Version) (길이 어데요) – Lee Ha-nui
5. Your Flower (그대 꽃) – U Sung-eun
6. I Wanted To Love (사랑하고 싶었던 거야) – Minzy
7. Magic Lily (상사화) – Ahn Ye-eun
8. That's Love (사랑이라고) – Choi Yoon-a
9. Spring Of Ilkhwari (익화리의 봄) – Kim Sang-joong
10. Spring Of Ilkhwari (versione narrata da Ah Mo-gae) (익화리의 봄) – Kim Sang-joong
11. Nightly Rain (담담히 적시고나) – Jambinai feat. Park Min-hee
12. New Day (새날) – Yeon Kyu-sung
13. That's Love (사랑이라고) – Chae Soo-bin

## Riconoscimenti
| Anno | Premio             | Categoria                                               | Ricevente                              | Risultato       |
| ---- | ------------------ | ------------------------------------------------------- | -------------------------------------- | --------------- |
| 2017 | Korea Drama Awards | Grand Prize (Daesang)                                   | Kim Sang-joong                         | Vincitore/trice |
| 2017 | Korea Drama Awards | Best Drama                                              | Yeokjuk - Baekseong-eul humchin dojeok | Candidato/a     |
| 2017 | Korea Drama Awards | Best Production Director                                | Kim Jin-man                            | Candidato/a     |
| 2017 | Korea Drama Awards | Best Screenplay                                         | Hwang Jin-young                        | Candidato/a     |
| 2017 | Korea Drama Awards | Top Excellence Award, Actor                             | Kim Ji-seok                            | Vincitore/trice |
| 2017 | Korea Drama Awards | Top Excellence Award, Actress                           | Lee Ha-nui                             | Vincitore/trice |
| 2017 | Korea Drama Awards | Excellence Award, Actor                                 | Yoon Kyun-sang                         | Candidato/a     |
| 2017 | The Seoul Awards   | Best Drama                                              | Yeokjuk - Baekseong-eul humchin dojeok | Candidato/a     |
| 2017 | The Seoul Awards   | Best Actor                                              | Yoon Kyun-sang                         | Candidato/a     |
| 2017 | The Seoul Awards   | Best Supporting Actor                                   | Kim Ji-seok                            | Candidato/a     |
| 2017 | The Seoul Awards   | Best Supporting Actress                                 | Lee Ha-nui                             | Vincitore/trice |
| 2017 | ABU Prizes         | Commended Prize                                         | Yeokjuk - Baekseong-eul humchin dojeok | Vincitore/trice |
| 2017 | MBC Drama Awards   | Grand Prize (Daesang)                                   | Kim Sang-joong                         | Vincitore/trice |
| 2017 | MBC Drama Awards   | Drama of the Year                                       | Yeokjuk - Baekseong-eul humchin dojeok | Vincitore/trice |
| 2017 | MBC Drama Awards   | Writer of the Year                                      | Hwang Jin-young                        | Vincitore/trice |
| 2017 | MBC Drama Awards   | Top Excellence Award, Actor in a Monday-Tuesday Drama   | Kim Sang-joong                         | Candidato/a     |
| 2017 | MBC Drama Awards   | Top Excellence Award, Actor in a Monday-Tuesday Drama   | Yoon Kyun-sang                         | Candidato/a     |
| 2017 | MBC Drama Awards   | Top Excellence Award, Actress in a Monday-Tuesday Drama | Lee Ha-nui                             | Vincitore/trice |
| 2017 | MBC Drama Awards   | Excellence Award, Actress in a Monday-Tuesday Drama     | Chae Soo-bin                           | Vincitore/trice |
| 2017 | MBC Drama Awards   | Golden Acting Award, Actor in a Monday-Tuesday Drama    | Kim Byeong-ok                          | Candidato/a     |
| 2017 | MBC Drama Awards   | Golden Acting Award, Actress in a Monday-Tuesday Drama  | Seo Yi-sook                            | Vincitore/trice |
| 2017 | MBC Drama Awards   | Popularity Award, Actor                                 | Yoon Kyun-sang                         | Candidato/a     |
| 2017 | MBC Drama Awards   | Popularity Award, Actress                               | Lee Ha-nui                             | Candidato/a     |
| 2017 | MBC Drama Awards   | Best New Actor                                          | Kim Jung-hyun                          | Vincitore/trice |
| 2017 | MBC Drama Awards   | Best New Actor                                          | Shim Hee-seop                          | Candidato/a     |
| 2017 | MBC Drama Awards   | Best New Actress                                        | Lee Soo-min                            | Candidato/a     |
| 2017 | MBC Drama Awards   | Best Young Actor                                        | Lee Ro-woon                            | Vincitore/trice |
| 2017 | MBC Drama Awards   | Best Young Actor                                        | Jung Soo-in                            | Candidato/a     |
| 2017 | MBC Drama Awards   | Best Character Award, Fighting Spirit Acting            | Kim Sang-joong                         | Candidato/a     |